# Makaó zászlaja
Makaó zászlaját Yahun Bang tervezte és 1993 március 31-én adoptálták. A világoszöld zászlón az öt csillag, amely Kína zászlajáról származik, arra emlékeztet, hogy Makaó Kína elidegeníthetetlen része. A stilizált lótuszvirág a népet jelképezi, három levele pedig Makaó három szigetét. A híd és a hullámok a Nobre de Carvalho kormányzó hídat és a tengert jelképezik.